# Marius de Vries
Pour les articles homonymes, voir de Vries.
Marius de Vries (né en 1961) est un producteur et compositeur de musique anglais. Il a remporté un Grammy Award sur quatre nominations, deux BAFTA Awards et un Ivor Novello Award. 

## Biographie
Marius de Vries a fait ses études à la Bedford School entre 1975 et 1980 puis à Peterhouse, Cambridge. 
De Vries a été producteur exécutif de musique pour le film La La Land de 2016 et a produit la bande originale qui l'accompagne. Il a également co-écrit la chanson Start a Fire aux côtés de John Legend, Justin Hurwitz et Angelique Cinelu, et a eu un petit rôle dans le film, où il joue un directeur de casting. 

### Compositeur / Partitions de films
De Vries était le directeur musical du film Moulin Rouge (2001) et a travaillé avec Nellee Hooper sur la bande originale du film de Roméo + Juliette en tant que co-compositeur, programmeur et coproducteur. Ces deux projets ont remporté le prix de Vries BAFTA, et il a reçu un prix Ivor Novello pour son travail de composition sur le premier.  
Il a également écrit les partitions du thriller surréaliste Eye of the Beholder (Voyeur) de Stephan Elliott ainsi que l'adaptation par Elliott de la comédie de Noël Coward Easy Virtue (Un mariage de rêve). Ce dernier est remarquable musicalement pour avoir utilisé les vraies voix chantées des principaux acteurs Ben Barnes, Jessica Biel et Colin Firth. 
En 2010, il a co-écrit la partition de Kick-Ass avec John Murphy, Henry Jackman et Ilan Eshkeri. Il a coproduit, avec Tyler Bates, Zack Snyder et Deborah Snyder, et joué sur la bande originale du film de Snyder Sucker Punch (2011).     
Juin 2013 a vu la première mondiale de la partition de Vries pour King Kong, réalisée par Daniel Kramer, avec un livre de Craig Lucas et animatronics de Sonny Tilders,, à Melbourne avant d'être monté à Broadway.

## Filmographie
- 2024 : The End de Joshua Oppenheimer